# Olga Bolșova
Olga Bolșova (scris și Olga Bolshova; n. 16 iunie 1968, Chișinău, RSS Moldovenească, URSS) este o fostă atletă moldoveană, specializată în sărituri în înălțime și triplusalt.

## Carieră
Recordul său personal de sărituri în înălțime este 1,97 m, în septembrie 1993 la Rieti. Cel mai bun rezultat la triplusalt este 14,24 m, în iunie 2003 la Alcalá de Henares. Ambele rezultate au rămas până în prezent recorduri naționale pentru Republica Moldova.
Este fiica atleților sovietici Viktor Bolșov și Valentina Bolșova. Este căsătorită cu atletul Vadim Zadoinov, iar fiica lor Aliona Bolsova este o jucătoare profesionistă de tenis.

## Rezultate
| An                             | Competiție                                     | Locație                        | Loc                            | Eveniment                      | Note                           |
| Reprezentând Uniunea Sovietică | Reprezentând Uniunea Sovietică                 | Reprezentând Uniunea Sovietică | Reprezentând Uniunea Sovietică | Reprezentând Uniunea Sovietică | Reprezentând Uniunea Sovietică |
| ------------------------------ | ---------------------------------------------- | ------------------------------ | ------------------------------ | ------------------------------ | ------------------------------ |
| 1986                           | Campionatul Mondial de Atletism pentru Juniori | Atena, Grecia                  | 13                             | sărituri în înălțime           | 1,74 m                         |
| Reprezentând Echipa Unificată  |                                                |                                |                                |                                |                                |
| 1992                           | Jocurile Olimpice                              | Barcelona, Spania              | 32                             | înălțime                       | 1,83 m                         |
| Reprezentând Republica Moldova |                                                |                                |                                |                                |                                |
| 1993                           | Campionatul Mondial în sală                    | Toronto, Canada                | 16                             | înălțime                       | 1,88 m                         |
| 1993                           | Campionatul Mondial                            | Stuttgart, Germania            | 19                             | înălțime                       | 1,87 m                         |
| 1994                           | Campionatul European                           | Helsinki, Finlanda             | 15                             | înălțime                       | 1,90 m                         |
| 1995                           | Campionatul Mondial în sală                    | Barcelona, Spania              | 15                             | înălțime                       | 1,85 m                         |
| 1995                           | Campionatul Mondial                            | Göteborg, Suedia               | 28                             | înălțime                       | 1,85 m                         |
| 1996                           | Campionatul European în sală                   | Stockholm, Suedia              | 3                              | înălțime                       | 1,94 m                         |
| 1996                           | Jocurile Olimpice                              | Atlanta, Statele Unite         | 11                             | înălțime                       | 1,93 m                         |
| 1997                           | Campionatul Mondial în sală                    | Paris, Franța                  | 9                              | înălțime                       | 1,90 m                         |
| 1998                           | Campionatul European                           | Budapesta, Ungaria             | 16                             | înălțime                       | 1,90 m                         |
| 1999                           | Campionatul Mondial                            | Sevilla, Spania                | 19                             | înălțime                       | 1,87 m                         |
| 2000                           | Campionatul European în sală                   | Gent, Belgia                   | 12                             | înălțime                       | 1,85 m                         |
| 2000                           | Jocurile Olimpice                              | Sydney, Australia              | 28                             | înălțime                       | 1,85 m                         |
| 2001                           | Campionatul Mondial de Atletism în sală        | Lisabona, Portugalia           | 4                              | triplusalt                     | 14,17 m                        |
| 2001                           | Campionatul Mondial                            | Edmonton, Canada               | 9                              | triplusalt                     | 13,86 m                        |
| 2002                           | Campionatul European                           | München, Germania              | 9                              | triplusalt                     | 14,03 m                        |
| 2003                           | Campionatul Mondial                            | Paris, Franța                  | 19                             | triplusalt                     | 13,95 m                        |
| 2004                           | Jocurile Olimpice                              | Atena, Grecia                  | 24                             | triplusalt                     | 13,90 m                        |